# 王昱 (1967年)
王昱（1967年12月—），男，汉族，台湾台中人，中华人民共和国政治人物。现任重庆市政协副主席，台盟重庆市委主委。